# Baseball Stars
Baseball Stars lanzado en Japón como Baseball Star Mezase Sankan Ō (ベースボールスター めざせ三冠王 Bēsubōru Sutā Mezase Sankan Ō?), es un videojuego de béisbol de 1989 que fue producido por SNK para la NES. Este se hizo un éxito muy importante en muchos países de todo el mundo, en particular en los Estados Unidos, Canadá y Puerto Rico. Baseball Stars era un éxito crítico, a menudo referido como el mejor juego de béisbol de la plataforma NES (y posiblemente de todos los tiempos); como tal, se convirtió en una serie de franquicias de SNK, produciendo cinco secuelas, y sus funciones "create player" (crear jugador) y "create team" (crear equipo) se han convertido en características estándar en los videojuegos deportivos.

## Características
Baseball Stars fue uno de los primeros videojuegos de deporte en tener memoria de datos, por lo tanto los jugadores podían crear un equipo, configurar la liga de béisbol y jugar una temporada, y en todo el CPU almacenar las estadísticas acumuladas. Baseball Stars fue también el primer videojuego de deportes para la NES en tener creador de características de un jugador (create a player feature), dando a los gamers el poder renombrar a sus jugadores, así como a sus equipos. El juego también introdujo un elemento de los videojuegos de rol, ya que cada juego lo gana el equipo que gana más dinero, y la cantidad ganada se relaciona directamente con la suma de puntuaciones prestigio de los jugadores de ambos equipos (como el prestigio, determina cuántos aficionados asisten pagando el juego). El dinero puede ser usado para comprar mejoras a varias capacidades de jugadores en la lista de nombres, o esto puede ser usado para comprar a jugadores prediseñados (disponible en el Novato, Veterano, y categorías Estelares). Una característica escondida permite que jugadores compren a jugadoras de béisbol, o sea jugadores femeninos.

## Jugabilidad
Simples gráficos son acoplados con repetitivas músicas optimistas de 8 bits. El lanzamiento es simple: pelotas de curva, pelotas rápidas, de lanzamientos de velocidad, y plomadas. El bateo es un descenso en nivel plano, por lo tanto, es simplemente una cuestión de cronometraje. El manejo de la pelota jugando en el campo, fue una revolución en el béisbol de arcade; Este realismo, asociado con la "facilidad de parar y devolver la pelota" contribuyó a la popularidad del juego. Estas características de "facilidad de parar y devolver la pelota" son caracterizados por ejemplos como: pantalla baja de fildeadores que automáticamente van a la deriva hacia pelotas mosca, fildeadores que agarran pelotas en todas partes cerca de ellos la capacidad de brincar y zambullirse, pasando jugadores de base interna (infielders) para prevenir tiros extra en base hacia abajo la línea cuando los hombres están en base, etc.

## Secuelas
En 1991, una secuela, Baseball Stars II, fue lanzada por Romstar, pero fue mucho menos popular que el original. Las razones para esto no incluía la posibilidad de cambiar el nombre de un equipo creado o nombres de jugadores de un equipo creado, y la gráfica no mejorada sobre el original. Más dos secuelas fueron hechas para la consola del SNK, el Neo-Geo.
- Baseball Stars Professional (1990 uno de los primeros juegos de Neo-Geo publicados) presentado todos los equipos de Baseball Stars originales para el NES, pero las características de los equipos no podían ser cambiadas, los jugadores sólo podría jugar como son ellos.
- Baseball Stars 2 (1992) presentado 18 equipos a través de 2 ligas (exciting league & fighting league) y poner más énfasis en los gráficos y jugabilidad real. Por ejemplo, ser capaz de cambiar lanzadores o bateadores y suministrar energía que aumenta el tamaño de sus bates).

Dos juegos adicionales fueron hechos con el título de Baseball Stars para los sistemas portátiles del SNK, Neo Geo Pocket y Neo Geo Pocket Color, sus nombres eran Baseball Stars y Baseball Stars Color.
- Little League Baseball: Championship Series (1990)
- Legends of the Diamond (1992) - presentando las leyendas de todos los tiempos del béisbol, como Babe Ruth y Hank Aaron.